# Barbie: Escuela de Princesas
Barbie: Escuela de Princesas , en inglés Barbie: Princess Charm School es una película animada de Barbie del año 2011, dirigida por Zeke Norton, que se estrenó el 13 de septiembre del 2011, en los EE.UU y el 28 de agosto en el Reino Unido. La película se estrenó en TV el 22 de octubre del 2011, cuando fue mostrada por Nick Jr.

## Sinopsis
En el reino de Gardenia, la adolescente Blair Willows trabaja como camarera en una pequeña cafetería para ayudar económicamente a su madre adoptiva que está enferma y a su hermana menor, Emily. Al regresar a casa, Blair es sorprendida cuando descubre que ha ganado un sorteo para una beca para convertirse en dama real en la prestigiosa Escuela de Princesas, una academia mágica donde las princesas de reinos diferentes son educadas. El nombre de Blair fue sacado  para la lotería por Delancey, la hija de Dame Devin, quién es cuñada de la fallecida Reina Isabella. Devin explica que Delancey será coronada princesa y será gobernante de Gardenia en la ceremonia de graduación de la escuela. A pesar de que Blair no quiere ir para no dejar a su familia sola, su madre le asegura que la escuela es una oportunidad bastante buena
Blair es inmediatamente llevada a la escuela en un bonito carruaje. Al llegar a la escuela, Blair pronto se hace amigo de un perro retriever llamado "Príncipe", y ambos juegan juntos. Blair conoce a la directora Privet, quién le dice que el príncipe es un perro muy tímido. Blair es llevada por Privet a la biblioteca y le informa que cada estudiante tiene asignado una hada para actuar como su ayudante de princesa personal. A Blair se le asigna a Grace, quién accidentalmente estrella un pastel en la camisa de Blair. Delancey le dice a Blair que la lotería es un chiste, y que los plebeyos no pertenecen a la escuela. Escoge odiar a Blair que va de frente.
Grace lleva a Blair a su dormitorio donde conoce a sus compañeras de habitación, las princesas Ila y Hadley. Isla es muy reservada sobre la música electrónica que ella hace y a Hadley le encanta jugar a deportes interiores.
Blair lucha en sus clases contra su torpeza y contra Dame Devin y Delancey tomando un fuerte desagradado a ella, pero mejora cuándo recibe clases particulares de la directora Privet. Blair conoce al Príncipe Nicholas en una clase de baile, y los dos interrumpen la clase por bailar con una música más rápida. Así, Blair, con instrucción de la directora Privet, va destacando en todas las asignaturas. Durante ese tiempo, Blair conoce la historia de la Reina Isabella, quien falleció junto con su familia en un fatal accidente automovilístico, sin saber que ella es, en realidad, la princesa perdida.
Dos vísperas antes de la ceremonia de coronación, el alumnado está invitado para visitar el palacio real. Antes de preparase para irse, Blair y sus compañeras encuentran su habitaciòn destrozada y sus uniformes rotos, así que deciden coser las piezas juntas y crear uniformes nuevos. Dame Devin las quiere expulsar, pero la directora Privet lo impide y las chicas visitan el palacio.
Mientras exploran el palacio, Blair y sus amigas se detienen ante un retrato de la Reina Isabella y notan su parecido llamativo a Blair. Al ver otro retrato de la familia real (incluyendo al perro Príncipe), se dan cuenta de que Blair fue encontrada por su madre adoptiva el mismo día en el que la familia real muere en un accidente automovilístico por lo que Isla y Hadley deducen que Blair es la Princesa Sofía, la hija perdida de la Reina Isabella y la heredera del trono. Sin embargo, este descubrimiento es visto por Delancey. En la cena, Dame Devin anuncia un plan para derribar los barrios más pobres donde vive la familia de Blair y reemplazarlos con parques nuevos y atribuye este plan a Delancey, quién parece algo molesta.
Blair decide regresar casa, pero cambia su mente. Ella está determinada por encontrar la corona legendaria de Gardenia, de la cual se dice que brilla cuando es llevada por la verdadera heredera. La noche anterior a la graduación, Dame Devin pone joyas en la habitación de Blair y la acusa a ella y a sus compañeras de robarlas. Los guardias las detienen pero consiguen huir con la ayuda de Delancey, quién cree que Blair realmente es La Princesa Sofía. Blair, sus compañeras y su hada Grace van a la  bóveda de palacio, pero allí encuentran a Dame Devin, quién toma la corona y encierra en el interior a las chicas.
A la mañana siguiente, Delancey intenta detener su coronación, ayudando a Blair y a sus amigos a escapar. Blair llega en la coronación y hace una reclamación al trono. Blair, sus amigos, y Dame Devin luchan por la corona que finalmente cae en las manos de Delancey quien coloca la corona encima de la cabeza de Blair. Inmediatamente, la corona empieza a brillar y mágicamente viste a Blair con un nuevo vestido de princesa, confirmando su identidad como la Princesa Sofía.
Dame Devin furiosamente revela que ella provocó las muertes de la Reina Isabella y su familia para que Delancey heredara el trono. Dame Devin es arrestada y Sofía/Blair elige a Delancey como su Señora Real. En la celebración del baile, el Príncipe Nicholas llega y se une en un número de baile del grupo, y Sofía/Blair se reúne con su familia adoptiva.

## Reparto y personajes
- Diana Kaarina como Blair Willows/Princess Sofía, una camarera de la "Cafetería Gardania" quién gana una beca a la Escuela de Princesas. Es amable, lista, y diligente, pero torpe. Más tarde se reveló que es la Princesa Sofía, la princesa que lleva mucho tiempo perdida de Gardania.
- Morwenna Bancos como Alexandra Privet, la directora de la Escuela de Princesas.
- Nicole Oliver como Dame Devin, una profesora vengativa de la Escuela de Princesas, Delancy es la cuñada de la fallecida Reina Isabella. Intenta sabotear a Blair a cada momento, debido a reconocerla como la hija perdida de la Reina Isabella está perdida hija .
- Brittney Wilson como Delancy Devin, una estudiante en Escuela de Princesas,  hija de Dame Devin, y la heredero de Gardania. A pesar de su inicialmente mala actitud, escoge hacer lo correcto cuándo descubre que Blair es la verdadera heredera al trono.
- Ali Liebert como la Princesa Hadley, una estudiante atlética en la Escuela de Princesas y una de las compañeras de habitación y mejores amigas de Blair.
- Shannon Chan-Kent como la Princesa Isla, una estudiante y DJ japonesa amante de la música de la Escuela de Encanto de la Princesa y una de las mejores amigas de Blair.
- Vincent Tong como el Príncipe Nicholas, estudiante de la Academia Encanto, y más tarde un amigo de Blair.
- Madeleine Peters como Emily Willows, la hermana pequeña de Blair quién apuntó a Blair para el Encanto de Princesa.
- Ellen Kennedy como la señora Willows, la madre adoptiva de Blair y Emily quien se encontró en su puerta a Blair cuando era un bebé.